# Кароліна Міхальчук
Кароліна Міхальчук (пол. Karolina Michalczuk; 6 грудня 1979, с. Бжезице, Люблінське воєводство) — польська боксерка, чемпіонка та призерка чемпіонатів світу та Європи.

## Спортивна кар'єра
- На чемпіонаті світу 2002 в категорії до 57 кг Міхальчук програла в першому бою.
- На чемпіонаті Європи 2003 здобула три перемоги, а у фіналі програла Генріетті Біркеленд (Норвегія).
- На чемпіонаті Європи 2004 програла в першому бою росіянці Олені Карпачьовій, після чого вирішила опуститися в категорію до 54 кг.
- На чемпіонаті Європи 2005 перемогла трьох суперниць і завоювала золоту медаль.
- На чемпіонаті світу 2005 програла в другому бою.
- На чемпіонаті Європи 2006 після двох перемог програла у фіналі норвежці Карі Єнсен.
- На чемпіонаті світу 2006 після двох перемог програла у фіналі росіянці Софії Очігава.
- На чемпіонаті Європи 2007 після перемоги у чвертьфіналі у півфіналі Міхальчук знов програла Софії Очігава.
- На чемпіонаті світу 2008 Кароліна Міхальчук перемогла чотирьох суперниць, у тому числі у фіналі Нікола Адамс (Англія), і стала чемпіонкою.
- На чемпіонаті Європи 2009 перемогла чотирьох суперниць, у тому числі у фіналі Іванну Крупеня (Україна), і вдруге стала чемпіонкою Європи.
- На чемпіонаті світу 2010 перемогла трьох суперниць, а у півфіналі програла Олені Савельєвій (Росія), задовольнившись бронзовою медаллю.
- 2011 року Кароліна Міхальчук, маючи на меті пробитися на Олімпійські ігри 2012 в олімпійській категорії до 51 кг, виступила на чемпіонаті Європи в новій категорії і, здобувши дві перемоги, програла у півфіналі Сарі Урамуне (Франція).
- На чемпіонаті світу 2012 перемогла трьох суперниць, а у півфіналі програла Жень Цаньцань (Китай).
- На Олімпійських іграх 2012 програла в першому бою Мері Ком (Індія), після чого вирішила завершити виступи.